# CockyBoys
La CockyBoys è una casa di produzione pornografica gay con sede a New York City.  
L'attuale amministratore delegato (o CEO) è Jake Jaxson, con cui collaborano Benny Morecock and RJ Sebastian.

## Storia
CockyBoys viene fondata nel 2007 a Los Angeles (California), da Kyle Majors. 
Inizialmente il sito presenta un approccio amatoriale e voyeuristico, focalizzandosi principalmente su bei ragazzi tatuati, e sulla cultura californiana. Le scene girate vengono caricate 1-2 volte a settimana, ed una volta al mese si ha un "Live Cam Show".
All'inizio del 2010 il sito viene venduto al regista Jake Jaxson, e la sede legale viene spostata a New York.
Il sito va momentaneamente offline e subisce una trasformazione totale; viene così rilanciato con: una nuova grafica, contenuti HD, compatibilità con dispositivi mobili, ed un processo di registrazione semplificato. 
Viene reclutato un nuovo ed esclusivo cast di modelli, tra cui: Mason Star, Gabriel Clark e Tommy Defendi. 
Anche l'aspetto e l'atmosfera dei film cambia drasticamente; si ha infatti una maggiore attenzione alla scenografia e alla post-produzione.

## Attori pornografici
- Mason Star
- Gabriel Clark (Philippe Richard)
- Tommy Defendi (James Lyle Larusso)
- Jake Bass (Joel Kelly Tremblay)
- Max Ryder
- Pierre Fitch (Pierre Viverais)
- Wolf Hudson
- Levi Karter (Luke Ortiz Kemmerle)
- Austin Wolf (Justin Heath Smith)
- Colby Keller (Richard John Sawka II)
- Jesse Santana (Joseph Kyle Wilkerson)
- Austin Wilde (Jeremy David Foster)
- Tayte Hanson (Aaron James Hooper)
- Sean Ford
- Daniel Evans
- Trevor Brooks
- Carter Dane
- Cody Seiya
- Ricky Roman
- Oliver Marks
- Andrew Blue
- Alam Wernik
- Troy Accola
- Liam Riley
- Dillon Rossi
- Phenix Saint (Nicholas David Grier)
- Blake Mitchell (Lane Vincent Rogers)
- Ashton Summers (Osmar Oscar Riverasanjurjo)
- Levi Michaels (Rustin Charles Low)
- Calvin Banks (Calvin T. Banks)
- Rhyheim Shabazz (Rhyheim Shabazz Strickland)
- Allen King (Alain Egana Ramos)

## Premi e candidature
| Anno | Premio                    | Categoria | Risultato       |
| ---- | ------------------------- | --- | --------------- |
| 2009 | Cybersocket Web Awards    | Miglior Sito Per Video Amatoriali                                                                                                | Vincitore/trice |
| 2009 | Grabby Awards             | Miglior Sito Porno Web-Based | Vincitore/trice |
| 2010 | Cybersocket Web Awards    | Miglior Sito per Video Amatoriali                                                                                                | Vincitore/trice |
| 2010 | XBIZ Awards               | Compagnia Web LGBT dell'Anno | Candidato/a     |
| 2010 | WeHo Awards               | Sito Web per Adulti | Candidato/a     |
| 2010 | GayVN Awards              | Sito Web dell'Anno | Candidato/a     |
| 2014 | Hustlaball Awards, Berlin | Miglior Film - The Haunting | Vincitore/trice |
| 2015 | Cybersocket Web Awards    | Miglior Sito per Contenuti Mobili - CockyBoys                                                                                    | Candidato/a     |
| 2015 | Cybersocket Web Awards    | Miglior Sito di Vendita al Dettaglio - Studmall.com                                                                              | Candidato/a     |
| 2015 | Cybersocket Web Awards    | Migliore Pornostar - Jake Bass                                                                                                   | Candidato/a     |
| 2015 | Cybersocket Web Awards    | Migliore Pornostar - Levi Karter                                                                                                 | Candidato/a     |
| 2015 | Cybersocket Web Awards    | Migliore Pornostar - Max Carter                                                                                                  | Candidato/a     |
| 2015 | Cybersocket Web Awards    | Migliore Pornostar - Max Rydr | Candidato/a     |
| 2015 | Cybersocket Web Awards    | Surfers choice Awards – Best Video site – CockyBoys                                                                              | Vincitore/trice |
| 2015 | Cybersocket Web Awards    | Premio Scelta Laboriosità - Miglior Produttore di Contenuti - CockyBoys                                                          | Vincitore/trice |
| 2015 | Cybersocket Web Awards    | Miglior Film o Serie Web dell'Anno - Answered Prayers                                                                            | Vincitore/trice |
| 2015 | Cybersocket Web Awards    | Migliore Scena di Sesso - Answered Prayers - The Banker                                                                          | Candidato/a     |
| 2015 | Cybersocket Web Awards    | Best Newcomer – Tayte Hanson | Vincitore/trice |
| 2015 | Cybersocket Web Awards    | Compagnia dell'Anno - CockyBoys                                                                                                  | Vincitore/trice |
| 2015 | XBIZ Awards               | Studio Gay dell'Anno - CockyBoys                                                                                                 | Candidato/a     |
| 2015 | XBIZ Awards               | Film Gay dell'Anno – A Thing of Beauty – CockyBoys                                                                               | Vincitore/trice |
| 2015 | XBIZ Awards               | Compagnia Gay dell'Anno | Candidato/a     |
| 2015 | XBIZ Awards               | Sito per Adulti dell'Anno - CockyBoys                                                                                            | Vincitore/trice |
| 2015 | XBIZ Awards               | Direttore Gay dell'Anno - Jake Jaxson                                                                                            | Vincitore/trice |
| 2015 | Hustlaball Awards, Berlin | Miglior Sito Web non EU - CockyBoys.com                                                                                          | Vincitore/trice |
| 2015 | Hustlaball Awards, Berlin | Miglior Studio non EU - CockyBoys                                                                                                | Vincitore/trice |
| 2015 | Hustlaball Awards, Berlin | Non EU Movie – Answered Prayers – CockyBoys                                                                                      | Vincitore/trice |
| 2016 | Cybersocket Web Awards    | Miglior Sito Mobile di Contenuti - CockyBoys                                                                                     | Candidato/a     |
| 2016 |                           | Miglior Prodotto/Sito di Vendita al Dettaglio - Studmall.com                                                                     | Candidato/a     |
| 2016 |                           | Miglior Sito di Video - CockyBoys                                                                                                | Candidato/a     |
| 2016 |                           | Best Webcam Performer – BravoDelta9                                                                                              | Candidato/a     |
| 2016 |                           | Best Webcam Performer – Pierre Fitch                                                                                             | Candidato/a     |
| 2016 |                           | Best Webcam Performer – Tayte Hanson                                                                                             | Candidato/a     |
| 2016 |                           | Best Live Cam Site – Cocky Boys Live                                                                                             | Candidato/a     |
| 2016 |                           | Miglior Personalità - Colby Keller                                                                                               | Candidato/a     |
| 2016 |                           | Miglior Pornostar - Colby Keller                                                                                                 | Candidato/a     |
| 2016 |                           | Miglior Pornostar - Colton Grey                                                                                                  | Candidato/a     |
| 2016 |                           | Miglior Pornostar - Levi Karter                                                                                                  | Candidato/a     |
| 2016 |                           | Miglior Pornostar - Liam Riley                                                                                                   | Candidato/a     |
| 2016 |                           | Miglior Pornostar - Pierre Fitch                                                                                                 | Candidato/a     |
| 2016 |                           | Miglior Pornostar - Tayte Hanson                                                                                                 | Candidato/a     |
| 2016 |                           | Miglior Film o Serie Web dell'Anno - Meeting Liam from Cocky Boys (Ricky Roman, Tayte Hanson, Liam Riley, Levi Karter and Bella) | Candidato/a     |
| 2016 |                           | Miglior cena di Sesso - Scena in Meeting Liam from Cocky Boys – Protagonisti Levi Karter & Liam Riley                            | Candidato/a     |
| 2016 |                           | Best Newcomer – Alex Mecum | Candidato/a     |
| 2016 |                           | Best Newcomer – Jacob Ladder | Candidato/a     |
| 2016 |                           | Miglior Produttore di Contenuti - CockyBoys                                                                                      | Candidato/a     |
| 2016 |                           | Miglior Programma di Associazione - Big Bling                                                                                    | Candidato/a     |
| 2016 |                           | Uomo d'Affari dell'Anno – Jake Jaxson                                                                                            | Candidato/a     |
| 2016 |                           | Compagnia dell'Anno - CockyBoys                                                                                                  | Candidato/a     |
| 2016 | XBIZ Awards               | Studio Gay dell'Anno - Cocky Boys                                                                                                | Candidato/a     |
| 2016 |                           | Film Gay dell'Anno - Answered Prayers (CockyBoys)                                                                                | Candidato/a     |
| 2016 |                           | Direttore Gay dell'Anno - Jake Jaxson                                                                                            | Candidato/a     |
| 2016 |                           | Interprete Gay dell'Anno - Levi Karter                                                                                           | Candidato/a     |
| 2016 |                           | Azienda Gay dell'Anno - CockyBoys                                                                                                | Candidato/a     |
| 2016 |                           | Sito per Adulti dell'Anno - Gay - CockyBoys.com                                                                                  | Candidato/a     |